# Станіславув (Воломінський повіт)
Станіславув (пол. Stanisławów) — село в Польщі, у гміні Домбрувка Воломінського повіту Мазовецького воєводства.
Населення — 43 особи (2011).
У 1975-1998 роках село належало до Остроленцького воєводства.

## Демографія
Демографічна структура станом на 31 березня 2011 року:
|          | Загалом | Допрацездатний вік | Працездатний вік | Постпрацездатний вік |
| -------- | ------- | ------------------ | ---------------- | -------------------- |
| Чоловіки | 22      | 6                  | 13               | 3                    |
| Жінки    | 21      | 4                  | 13               | 4                    |
| Разом    | 43      | 10                 | 26               | 7                    |